# 薩摩雄次

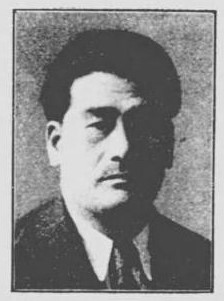
薩摩雄次

薩摩 雄次（さつま ゆうじ、1897年12月1日 - 1966年8月4日）は、日本の政治家・新聞記者。衆議院議員。福井県おおい町出身。

## 人物
地主・薩摩三蔵の二男。第三高等学校を経て、1922年に拓殖大学支那語科を卒業。学生時代から猶存社に出入りし、拓大魂の会を組織した。
1923年から1928年まで大東文化協会幹事となり、同協会の副会長であった政友会代議士・小川平吉の秘書役を務めた。
国民新聞に入社し、経済部長、主筆、論説委員を歴任した。
海軍大将の加藤寛治とは親戚であったことから、ロンドン海軍軍縮会議の結果をめぐって表面化した統帥権干犯問題の際に、北一輝らの民間右翼と加藤ら海軍艦隊派とのつなぎ役となる。その後、北の信頼を受けるようになる。
1932年、国体擁護連合会の常任委員となる。
1936年、二・二六事件の際は、北一輝に事件発生の第一報を電話連絡し、北の指示で加藤寛治を通じての上部工作に当たったが、東京軍法会議で不起訴となる。
1942年、第21回衆議院議員総選挙に東方会から非推薦で出馬し、福井県でトップ当選を果たす。戦後、1946年の第22回衆議院議員総選挙でも日本進歩党から1位当選を果たしたが、資格審査に抵触することを恐れて辞退し、同年6月22日に議員を辞職した。その後、公職追放された
。
追放解除後の1953年の第26回衆議院議員総選挙に改進党公認で福井県全県区から立候補して落選、1955年の第27回衆議院議員総選挙に日本民主党から立候補し、当選した。その後、自由民主党に所属し、衆議院建設委員会委員長・衆議院災害対策特別委員会委員長などを務めた。

## 著書

### 単著
- 『支那の生態』（成井書房、1941年）
- 『ビルマ興亡詩』（岡倉書房、1941年）
- 『南方の悲歌』（金星堂、1942年）
- 『欧洲の首都伯林より』（皇国青年教育協会、1942年）

### 編著
- 『辜鴻銘論集』（皇国青年教育協会、1941年）

### 共訳書
- ヨアヒム・バルクハウゼン著（楢原淳平・宇多田二夫）『十四の流れ 長篇小説 闘争者の伝記物語』（岡倉書房、1943年）
- テオドール・クレーガー著（間宮達男・奥山幸司）『忘れられた村 長篇小説』（岡倉書房、1943年）